# Lockheed XC-35
Le Lockheed XC-35 est un prototype d'avion de transport américain des années 1930. C'est l'un des premiers avions à disposer d'une cabine pressurisée. L'avion n'est construit qu'à un seul exemplaire, qui est stocké au National Air and Space Museum, en attente d'une restauration.